# Sofia Asvesta
Sofia Asvesta (griechisch Σοφία Ασβεστά, russisch София Асвеста, * 5. Juni 2000 in Limassol) ist eine russisch-zyprische Judoka, die in der Gewichtskategorie Halbleichtgewicht (bis 52 kg) kämpft und Zypern bei den Olympischen Sommerspielen 2024 repräsentieren wird.

## Leben und Karriere
Asvesta, die in Limassol aufwuchs, verfügt außer über die zyprische Staatsbürgerschaft durch ihren Vater auch über die russische Staatsbürgerschaft durch ihre Mutter. Bevor sie als 15-Jährige mit Judo begann, galt ihr Interesse dem Turnen.  
Ihre erste internationale Bronzemedaille gewann sie zwei Jahre später bei den Cadet Commonwealth Championships. Ein Jahr danach wurde sie Erste bei den zyprischen Meisterschaften in ihrer Altersgruppe.
Beim Europa Cup der unter 21-Jährigen kam sie 2019 in Sarajevo auf den dritten Platz.
2020 konnte sie bei den Junior Europameisterschaften die Bronzemedaille gewinnen. Im folgenden Jahr wurde sie mit ihrer Bronzemedaille die erste zyprische Judoka, die eine Medaille auf dem Niveau eines World Cups gewann. 2023 erkämpfte sie Gold bei den Spielen der kleinen Staaten von Europa in der Kategorie bis 52 kg.
2024 nahm Asvesta an den Judo-Europameisterschaften in der Kategorie bis 52 kg teil und unterlag mit Ippon der spanischen Judoka Toro Soler im Kampf um die Bronzemedaille und kam auf Platz 5.
Durch den 28. Platz auf der olympischen Qualifikationsliste konnte sie sich für die Olympischen Sommerspiele 2024 in Paris qualifizieren. Beim Turnier in Paris gewann Asvesta ihren ersten Kampf und schied dann im Achtelfinale gegen die Französin Amandine Buchard aus.
Sie wird von dem zyprischen Judoka Christodoulos Christodoulides trainiert, der selbst 2004 an den Olympischen Sommerspielen von Athen teilnahm, und tritt für den Verein Judo Academy Christodoulides an.
Asvesta schloss 2023 ihr Studium der Sportwissenschaften an der Staatliche Akademie für Sport im Kuban-Gebiet in Krasnodar ab.